# إبراهيم أغ بهنقا
إبراهيم أغ بهنقا (بالفرنسية: Ibrahim ag Bahanga) هو أحد القادة الثوريين الطوارق الذين قاموا بثورات عديدة ضد مالي، مطالبين بالتنمية لمناطق الطوارق في شمال البلاد (أزواد)، وقد تطورت هذه المطالب مع تعنت مالي في تنفيذ الاتفاقيات التي تم توقيعها بين الطرفين إلى المطالبة باستقلال أزواد .

## ثورة الطوارق 2006
أشعل إبراهيم أغ بهنقا ثورة الطوارق في عام 2006 م، عندما كان قائدا «لتحالف 23 مايو الديمقراطي من أجل التغيير» الذي شن هجمات على حاميات عسكرية للجيش المالي في كيدال ومنكا. انتهت الثورة في العام نفسه بتوقيع اتفاق سلام في الجزائر بين الحكومة المالية والتحالف الديمقراطي، ونص الاتفاق على استعادة الأمن وتنمية منطقة كيدال. لم يكن أغ بهنقا من المؤدين لهذا الاتفاق لأنه كان يتوقع عدم تنفيذ أي بند من بنوده، كون هذا الاتفاق لم يكن الأول الذي يتم توقيعه بين مالي وثوار الطوارق بوساطة جزائرية فقد سبقته اتفاقيات أخرى ولم ينفذ منها شيء، وبالفعل لم يتم تنفيذ أي بند من بنود هذا الاتفاق.

## ثورة الطوارق 2007
قاد إبراهيم أغ بهنقا هذه الثورة، بعد رفضه لاتفاق الجزائر عام 2006 م، واستمرت هذه الثورة حتى عام 2009 م، وقام خلالها الثوار الطوارق بهجمات على ثكنات عسكرية للجيش المالي وأسر عدد من جنوده.

## تأسيس الحركة الوطنية لتحرير أزواد 2010
كان إبراهيم أغ بهنقا من مؤسسي الحركة الوطنية لتحرير أزواد في الأول من نوفمبر عام 2010 في مدينة تمبكتو بمالي، وتتبنى هذه الحركة نهج العمل السياسي والقانوني لاستعادة كل الحقوق وتنبذ العنف وتدين الإرهاب بكل أشكاله سواء كان إرهاب الدولة أو إرهاب الجماعات والأفراد.

## وفاته
توفي إبراهيم أغ بهنقا في حادث سير مريب يوم الجمعة 26 من أغسطس 2011 في كيدال ودفن في ذلك اليوم .